# Движение тенентистов
Движе́ние тененти́стов (порт. movimento tenentista, revoltas tenentistas; от порт. tenente — «лейтенант») — военно-политическое движение демократически настроенных молодых офицеров бразильской армии, развернувшееся в 1920-х годах.

## Причины движения
После свержения монархии и провозглашения республики при формальном функционировании конституционного режима широкие слои населения Бразилии по-прежнему были отстранены от участия в политической жизни. Федеральное правительство формировали кофейные олигархи и скотоводы Сан-Паулу и Минас-Жерайса, так называемая политика «кофе с молоком», придерживавшиеся традиций и не допускавшие к власти представителей новых городских групп: банкиров, промышленников, служащих, торговцев, пролетариата. Во время Первой мировой войны возрос спрос на бразильскую продукцию, что способствовало развитию промышленности и других сырьевых отраслей и одновременно росту амбиций новых политических групп..
Однако либеральная оппозиция не решалась на открытую борьбу с правящим режимом, а рабочее движение в это период было слабым. Крестьянские выступления проходили стихийно, в форме разрозненных бунтов. В таких условиях инициативу взяли на себя представители низшего и среднего офицерства — тенентисты. Поэтому в 1920-е годы борьба против власти местной олигархии приняла форму вооружённых выступлений. 

## Цели восставших
Главным требованием тенентистов была замена олигархии подлинно демократическим конституционным режимом. О патриотическом и антиолигархическом характере своего движения они заявили в «Революционном манифесте» 1924 года, в котором говорилось: «Наша революция — не изолированный эпизод. Она носит патриотический характер… Мы боремся за демократию, за идеалы народа против нынешней олигархической диктатуры и призываем народ поддержать нас».

## Вооружённая борьба

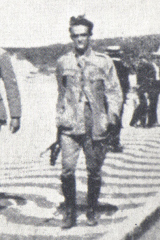
Сикейра Кампус

### Первое восстание тенентистов
Восстание в Рио-де-Жанейро стало первым крупным выступлением тенентистов. Оно началось 5 июля 1922 года в гарнизоне Рио-де-Жанейро и форте Копакабана. Офицеры (полковник Жавьер ди Бриту, капитан Эуклидес Эрмес да Фонсека Фильо, лейтенанты Эдуарду Гомеш и Сикейра Кампус) подняли на восстание свои части и подразделения с целью отстранить от власти действующего президента Эпитасиу Песоа и не допустить избрания его преемника, Артура Бернардиса. После нескольких часов боёв они сложили оружие. Несмотря на то, что восстание было подавлено, тенентисты продолжали свою борьбу, создавая сеть тайных организаций в армии.

### Восстание в Сан-Паулу

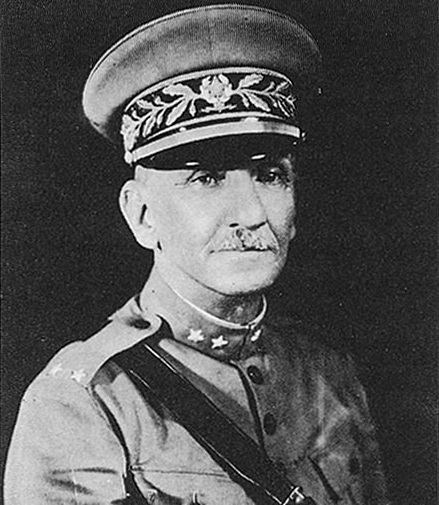
Изидору Лопис

Ровно через два года после первого восстания, 5 июля 1924 года, тенентисты во главе с отставным генералом Изидору Лописом подняли восстание в гарнизоне Сан-Паулу и после нескольких дней боёв захватили город. Однако руководители восстания не решились вовлечь в борьбу широкие массы населения и заняли выжидательную позицию, что позволило правительству стянуть большие силы, блокировать восставший город, обстрелять его из артиллерии и 27 июля вернуть под свой контроль. Повстанцам удалось прорвать кольцо окружения и уйти в направлении Мату-Гросу.

### Бои в Паране
Повстанцы потерпели поражение при Трес-Лагоасе и не смогли пробиться в Мату-Гросу, поэтому спустились по реке Парана и расположились в районе от Гуайры до Фос-ду-Игуасу, где с октября 1924 по март 1925 года вели бои с войсками бразильского правительства, которым командовал генерал Кандиду Рондон. В конце марта 1925 года, вырвавшись из блокированного Катандуваса, остатки паулистов двинулись к Паране, где объединились с подошедшей из Риу-Гранди-ду-Сул колонной тенентистов Престеса. 

### Восстание в Риу-Гранди-ду-Сул

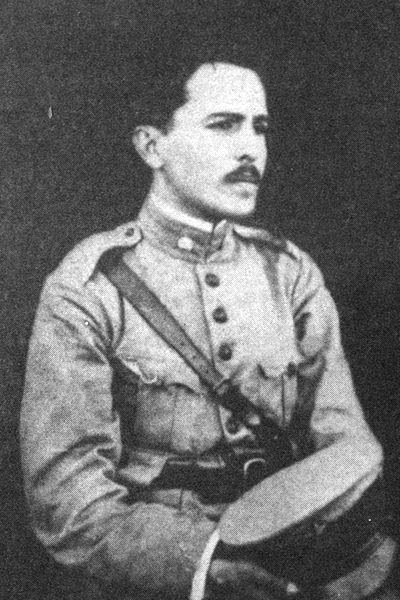
Луис Карлос Престес

В октябре 1924 года восстание тенентистов вспыхнуло в нескольких гарнизонах на юге Бразилии, в штате Риу-Гранди-ду-Сул. После двух месяцев борьбы с превосходящими силами правительственных войск колонна восставших во главе с капитаном Луисом Карлосом Престесом двинулась оттуда на север и в апреле 1925 объединилась с повстанцами из Сан-Паулу, сражавшимися в штате Парана. Затем объединённые силы тенентистов вошли в Парагвай, прошли через часть территории страны и вернулись в Бразилию через южный Мату-Гросу, продолжив вооруженную борьбу.

### Колонна Престеса
Вооружённый отряд тенентистов, получивший название Колонна Престеса, численность которого колебалась от 1300 до 4000 человек, начала свой поход по стране. Уходя от прямых столкновений с правительственными войсками, колонна Престеса занимала небольшие города и держала правительство в постоянном напряжении. За два с лишним года колонна прошла около 25 тысяч км и нанесла ряд поражений правительственным частям, за что получила прозвище «непобедимой колонны».
Руководители колонны не осознавали необходимости выдвижения конкретных социальных лозунгов для вовлечения в борьбу широких масс, поэтому её рейды по стране так и не привели к широкому восстанию. К тому же маневренный характер борьбы не позволял тенентистам установить устойчивые тесные связи с населением. В итоге, в феврале 1927 года колонна покинула территорию Бразилии и была интернирована в Боливии, так и оставшись непобеждённой.

## Дальнейшая судьба движения
В 1930 году тенентисты приняли активное участие в событиях революции, приведших к власти Жетулиу Варгаса. Правые тенентисты заключили союз с Либеральным альянсом, позже войдя в состав правительства Варгаса. Левые тенентисты вместе с коммунистами сыграли важную роль в создании Национально-освободительного альянса и в 1935 году организовали восстание против режима, подавленное правительством Варгаса. Позже тенентисты выдвигали своих кандидатов на пост президента на выборах 1945, 1950, 1955 гг., но потерпели поражение.
В 1964 году почти все военачальники военного переворота, в ходе которого было свергнуто левое правительство Жуана Гуларта, были бывшими тенентистами.
Тенентизм просуществовал до тех пор, пока его члены не отошли от общественной жизни, то есть с середины 1970-х годов, когда президентом стал бывший тенентист Эрнесту Гейзел.